# Phoenix (album de Agathodaimon)
Phoenix este cel de-al cincilea album de studio al formației germane de symphonic black metal - Agathodaimon. Albumul a fost lansat pe 20 martie 2009.

## Lista pieselor
| Nr.             | Titlu                                                                    | Lungime |  |
| 1.              | „Heliopolis”                                                             | 04:36   |  |
| 2.              | „Devil's Deal”                                                           | 04:33   |  |
| 3.              | „Decline”                                                                | 05:33   |  |
| 4.              | „Ground Zero”                                                            | 04:47   |  |
| 5.              | „Ghost of a Soul”                                                        | 04:30   |  |
| 6.              | „Winterchild”                                                            | 05:34   |  |
| 7.              | „Time Is the Fire”                                                       | 04:59   |  |
| 8.              | „To Our Ashes”                                                           | 06:40   |  |
| 9.              | „Amongst the Vultures”                                                   | 03:22   |  |
| 10.             | „Oncoming Storm”                                                         | 06:26   |  |
| 11.             | „Throughout the Fields of Unshaded Grace”                                | 05:10   |  |
| 12.             | „Grey Whisper”                                                           | 06:50   |  |
| 13.             | „Alone in the Dark (Death Angel's Shadow)” (limited edition bonus track) | 04:44   |  |
| 14.             | „Alone in the Dark” (soundtrack version, limited edition bonus track)    | 04:53   |  |
| Lungime totală: | Lungime totală:                                                          | 72:37   |  |

- Piesa "Alone in the Dark" este prezentă în coloana sonoră a filmului din 2005 cu același nume de Uwe Boll.

## Personal
- Ashtrael - vocal
- Sathonys - chitare, vocal
- Jan Jansohn - chitare
- Till Ottinger - bass
- Manuel Steitz - baterie
- Felix Ü. Walzer - clape

### Personal adițional
- Akaias - vocal în piesele 11 și 12
- Jonas Iscariot - vocal în "Oncoming Storm"
- Kristian Kohlmannslehner - producător, engineering, mixaj